# Tommy Wise
Tommy Wise (ur. 24 kwietnia 1900 roku, zm. 8 listopada 1985 roku) – brytyjski kierowca wyścigowy.

## Kariera
W wyścigach samochodowych Wise poświęcił się głównie startom zaliczanym do klasyfikacji Mistrzostw Świata Samochodów Sportowych. W latach 1950-1952 Brytyjczyk pojawiał się w stawce 24-godzinnego wyścigu Le Mans. W pierwszym sezonie startów odniósł zwycięstwo w klasie S 1.5, a w klasyfikacji generalnej był szesnasty. W kolejnych dwóch sezonach nie dojechał do mety.